# Ochoz u Tišnova
Ochoz u Tišnova – gmina w Czechach, w powiecie Brno, w kraju południowomorawskim. Według danych z dnia 1 stycznia 2014 liczyła 124 mieszkańców.